# Olecko Małe (przystanek kolejowy)
Olecko Małe – nieczynny przystanek osobowy w Olecku Małym, w województwie warmińsko-mazurskim, w Polsce. Ruch pociągów pasażerskich zawieszono 31 grudnia 2012 roku.